# Albatryffel
Albatryffel eller piemontesertryffel, även kallad Piemonte-tryffel (Tuber magnatum) är en svampart från södra Europa som tillhör de tryfflar som brukar kallas för "äkta tryfflar". Den beskrevs vetenskapligt först av Vittorio Picco, en läkare från Turin i Italien, 1788. Albatryffel ingår i släktet ädeltryfflar (Tuber) och familjen Tuberaceae, ordningen skålsvampar och divisionen sporsäckssvampar.
Albatryffel är en delikatess som säljs till höga priser som "vit tryffel". Den plockas kommersiellt främst i Italien.

## Bildgalleri

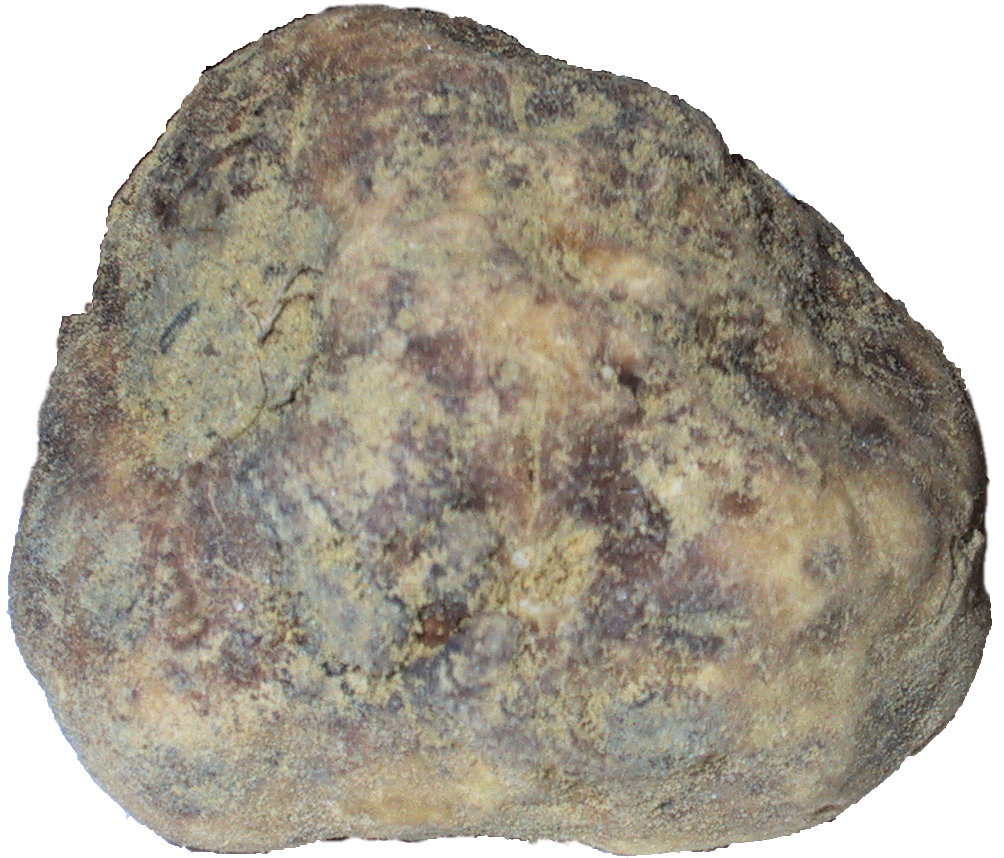
En plockad albatryffel före tvättning.
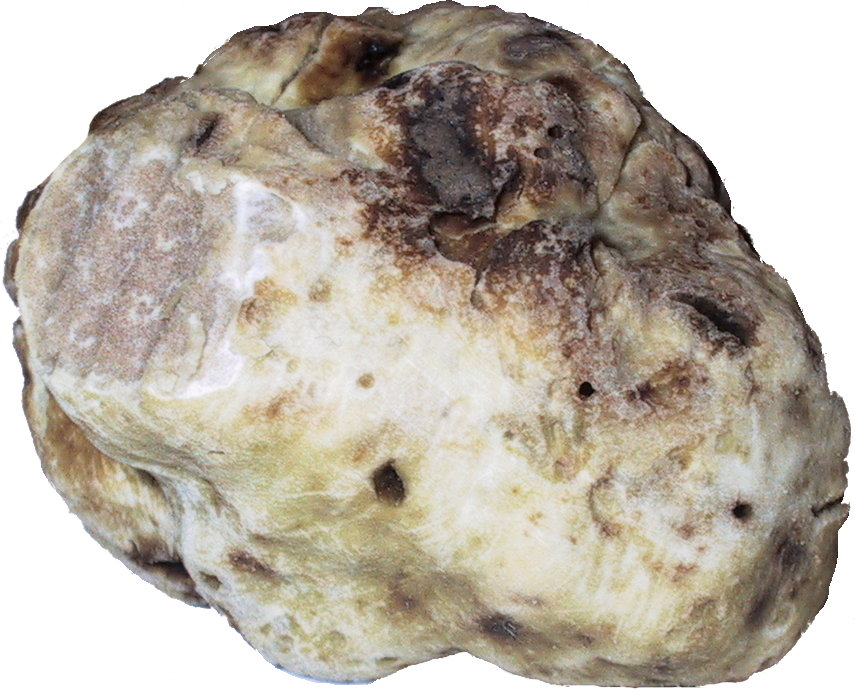
Efter tvättning, med ett snitt för att visa insidan.
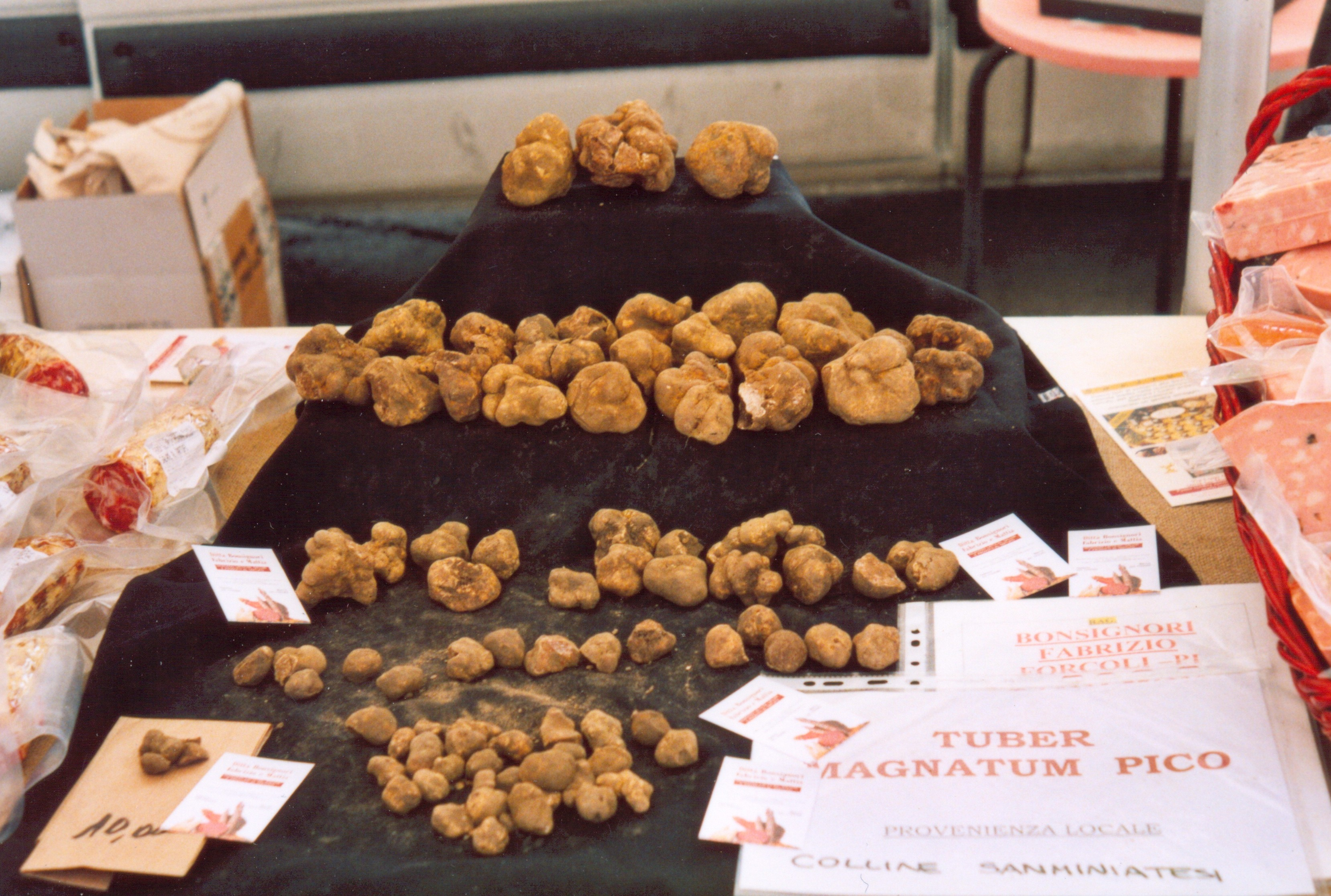
Albatryffel på en marknad i San Miniato, Italien.